# Tit Mačković
Tit Mačković (ili Titus Mačković) (Subotica, 15. ožujka (20. srpnja) 1851. - Subotica, 17. rujna (15. rujna) 1919.) je bio poznati arhitekt, glavni gradski inženjer i projektant Subotice, predsjednik udruženja građevinara, graditelj vlasnik ciglane, putnik, ugledni subotički građanin. Otac je slikarice Angeline Mačković i suprug Katinke Manojlović, iz poznate obitelji Manojlović u Subotici.

## Životopis
Rodio se u uglednoj obitelji u Subotici. Otac mu je bio odvjetnik Benedek Mačković, a mati Marija rođ. Vasas. Pohađao je subotičku gimnaziju. U Budimu je dovršio školovanje. Godine 1869. otišao je studirati u Švicarskuk na zürišku Politehniku (Politechnikum) na kojoj je tada predavao veliki autoritet i zagovornik neorenesansne arhitekture Gottfried Semper, što se odrazilo na Mačkovićev arhitektonski izričaj. U Aachenu je nastavio studirati, pa u Beču no, nije ih dovršio.
Unatoč tome, bio je glavnim subotičkim inženjerom u razdobljima od 1878. do 1879. i od 1884. do 1890., a potom se okrenuo projektiranju. U tom je iza njega ostalo preko 400 projekata: kuća, vila, palača, gospodarskih, vojnih, prosvjetnih i vjerskih objekata. Ostavio je traga i kao poduzetnik. Bio je vlasnikom prve velike ciglane u subotičkom kraju. Kraj ciglane se nalazi njegov dom u obliku zamka-kule koji je podigao a koji postoji i danas.
Neka od njegovih djela u Subotici su ušla u popis zaštićenih kulturnih dobara, kao što su neoklasicistička kapela Ostojić iz 1883., kuća Dimitrijević iz 1881., palača Manojlović iz 1881., eklektička kuća Dominus iz 1891., eklektička kuća Đorđa Manojlovića iz 1881., palača gradonačelnika Lazara Mamužića iz 1891/1892. te spomenici kulture od velikog značaja Trošarina (spomenik kulture od velikog značaja) i Žuta kuća iz 1880. – 1883. Projektirao je palaču Narodne banke, hotel Jagnje, sve zgrade gradske bolnice, gimnaziju, učiteljsku, ekonomsku i srednjotehničku školu, plinaru, električnu centralu, željezničke postaje, kao i domove Karolya Biroa, Lazara Mamužića, Dominusa Simona i druge), dogradio je Veliku crkvu, podizao je i obnavljao druge crkve, od kojih se ističu crkva sv. Roka u Keru i crkva sv. Jurja u Senti. Vodio je obnovu i dogradnju crkve svete Terezije, a 1885. godine renovirao je kapelu svetoga Roke, izvanredno zdanje iz 1738. godine, danas zaštićeni spomenik., Bio je odgovornim nadzornikom prigodom gradnje Gradske kuće (od 1908. do 1912. godine) koji je bio najpoznatijim objektom mađarske secesije u južnoslavenskim zemljama koje su bile pod ugarskom krunom.
Godine 1887. je izradio pravila po kojima bi se grad trebao dalje graditi i širiti, a 1904. je godine napisao studiju o izgradnji vila, parkova i vinograda na Paliću. (v. Blaško H. Vojnić, Senke istaknutih graditelja prošlosti u: Moj grad u davnini, 1971.)
1898. dovršio je radove na zgradi današnje Kemijsko-tehnološke škole.
Sa svojih preko 400 objekata koje je projektirao, od čega je 360 potpisao, Subotici je dao osnovni oblik: kuće, gradske palače (na Korzu, u ulicama Matka Vukovića, Braće Radića, Dimitrija Tucovića, Đure Đakovića, Sandora Petöfija), vile, pomoćne objekte, vojarne, škole, crkve, tvornice, klaonicu i dr., nadišavši po značaju i Raichla, Jakaba i Komora. (v. Viktorija Aladžić, Rukovet, Titus Mačković kao graditelj secesije, broj 4-5-6, listopad 1998.) Unatoč svemu tome, umro je osiromašen, zaboravljen od svih, u gradskoj bolnici.(v. Blaško H. Vojnić, Senke istaknutih graditelja prošlosti u: Moj grad u davnini, 1971.)
Mačković je pionir zamisli gradnje željezničke pruge Palić - Subotica - Dudova šuma. Zamisao je izložio u tjedniku Közlony, 20. veljače 1887. godine. Promet bi se odvijao od Palića do središta grada željeznicom na parnu, a od grada do Dudove šume na konjsku vuču. Zamisao je djelimice ostvarena desetak godina poslije, kad je izgrađena tramvajska pruga i uveden električni tramvaj od grada do Palića.